# Имидаклоприд
Имидаклоприд (4,5-дигидро-N-нитро-1-[(6-хлор-3-пиридил)-метил]-имидазолидин-2-илен-амин), С9Н10СlN5O2 — наиболее широко применяемый инсектицид из класса неоникотиноидов.

## Физические свойства
- Молекулярная масса — 255,7;
- Температура плавления.136,4 — 143,8°С;
- Давление пара при 25 °C 2∙10−7 Па (15∙10−10 мм.рт.ст.);
- Растворимость в воде (20°С) 0,51 г/л.

## Действие на насекомых
Как и другие неоникотиноиды, имидаклоприд связывается с постсинаптическими никотиновыми ацетилхолиновыми рецепторами центральной нервной системы насекомых, в результате чего у них развиваются параличи и конвульсии, приводящие их к гибели.
Имидаклоприд обладает ярко выраженном системным действием: он проникает в сосудистую систему растений, и растение становится токсичным для насекомых. Поэтому он используется прежде всего для борьбы сельскохозяйственными насекомыми-вредителями, сосущими (тли, цикадки, дельфациды, трипсы, белокрылки, рисовые долгоносики и другие) и грызущими (колорадский жук, хлебный жук). Эффект наступает через 3—5 дней после обработки, срок защитного действия — до 14 дней при опрыскивании, и до 28 дней при поливе. 

## Токсическое действие
Имидаклоприд среднетоксичен для млекопитающих (ЛД50 для мышей 130 мг/кг), высокотоксичен для птиц (31 мг/кг для немого перепела), малотоксичен для рыб (96-часовая СК50 для радужной форели 211 мг/л). Высокотоксичен для некоторых водных ракообразных (креветки), и особенно для водных насекомых.
Исследования показывают, что имидаклоприд по сосудистой системе проникает преимущественно в листья и практически не поступает в плоды. 
Вследствие высокой трансламинарной активности и долгого срока полураспада имидаклоприд нельзя применять для зеленных и луковичных! Сосудистые системы их запасающих (и съедобных для нас) органов – неотъемлемые части материнского растения. 
Сравнительно стоек в почве, период полураспада составляет до 100 дней. В ботве и клубнях картофеля концентрация снижается ниже максимально допустимого уровня через 7—9 дней после обработки.
Хроническое отравление микродозами имидаклоприда у животных вызывает уменьшение аппетита и, соответственно, весового прироста, ухудшение вкуса и потребительских качеств мяса и жиров. У людей, кроме того, хроническую усталость и ослабление умственных качеств.
Имидаклоприд крайне токсичен для пчел, причем в отличие от большинства других инсектицидов он более опасен при поступлении орально, чем контактно (ЛД50 для пчел по разным источникам от 4 до 17 нг/особь орально, 24 нг контактно). Для других инсектицидов характерно обратное соотношение, например для циперметрина соответственно 160 и 20 нг. Эта особенность делает имидаклоприд гораздо более опасным, чем другие классы инсектицидов, т.к. из-за системного действия он попадает во все части растений, в том числе и пыльцу, и пчелы получают это вещество с пищей. Считается, что широкое применение неоникотиноидов, и в первую очередь имидаклоприда, вызывает синдром разрушения пчелиных семей. Из-за этого он запрещен в Евросоюзе для применения на открытом воздухе.